# Frédéric Doucet
Frédéric Doucet (Reims, 29 de junio de 1981) es un deportista francés que compitió en remo. Ganó una medalla de oro en el Campeonato Europeo de Remo de 2008, en la prueba de ocho con timonel.

## Palmarés internacional
| Campeonato Europeo | Campeonato Europeo | Campeonato Europeo | Campeonato Europeo |
| Año                | Lugar              | Medalla            | Prueba             |
| ------------------ | ------------------ | ------------------ | ------------------ |
| 2008               | Maratón (Grecia)   | Medalla de oro     | Ocho con timonel   |